# Lochside
La distillerie de Lochside, fermée aujourd'hui, était localisée à Montrose, près de la mer du Nord. Elle produisait à la fois un single malt et un whisky de grain.

## Histoire
L'emplacement de la distillerie fut à l'origine occupé par une brasserie, construite en 1781. James Deuchar & Sons Ltd, un brasseur de Newcastle upon Tyne qui devint plus tard Scottish & Newcastle, en fut le propriétaire pendant le XIXe siècle.
La brasserie fut fermée par Scottish & Newcastle avant d'être rapidement rachetée en 1957 par Macnab Distilleries Ltd dont Joseph W. Hobbs, le propriétaire de la distillerie de Ben Nevis à Fort William était l'actionnaire. La brasserie fut alors transformée en distillerie et imita la distillerie de Ben Nevis en produisant simultanément un single malt et un whisky de grain. La marque de blend Sandy Macnab fut créée à cette époque.
Cependant, au début des années 1960, de plus grandes distilleries furent construites pour produire du whisky de grain de manière plus compétitive. Hobbs décida alors de profiter de la présence d'alambics pot stills, moins productifs mais offrant plus de polyvalence que la distillation en continu, pour pratiquer un blending dès la fin de la distillation. Cette pratique prit fin à la mort de Hobbs en 1964. Puis la distillerie ferma en 1971.
En 1973, le distillateur espagnol Destilerias Y Crianza Del Whisky (connu aussi comme DYC) racheta la distillerie pour s'approvisionner en scotch whisky destiné à la composition de ses propres blends. La production de whisky de grain fut donc arrêtée immédiatement ainsi que l'alambic à colonne qui lui était dédiée.
En 1992, DYC fut racheté par Allied Distillers (qui sera, à son tour, racheté par le groupe Pernod Ricard en 2005). La distillation s'arrêta complètement cette année-là, et les entrepôts furent fermés cinq ans plus tard, en 1997.
Le permis de démolir fut accordé en 2004, mais un incendie ravagea les bâtiments en janvier 2005. La tour, dont la réhabilitation avait été décidée, fut trop endommagée pour être conservée.

## Production et embouteillages
La plupart de la production de la distillerie était destinée à la fabrication de blends. On peut encore retrouver quelques whisky de grain, antérieurs au rachat de la distillerie par DYC en 1973.
Les marques Sandy Macnab et Macnab Distilleries Ltd sont maintenant propriétés de Pernod Ricard, grâce à sa filiale Chivas Regal.
En 1987, les propriétaires de la distillerie décidèrent de vendre leur propre single malt. Ils commercialisèrent un single malt de 10 ans d'age, décrit comme ayant un nez subtil et délicat avec une présence de tourbe. Sa saveur rappelait la vanille et on y retrouvait la tourbe décelée dans le nez. La production de ce single malt s'arrêta en juin de cette année, mais les embouteillages continuèrent jusqu'à l'épuisement des stocks en 1996.